# Мустафа Ешреф паша
Мустафа Ешреф паша (на османски турски: مصطفى اشرف پاشا; на турски: Mustafa Eşref Paşa) е османски офицер, чиновник и дипломат.

## Биография
Роден е в 1894 година в Бурса. От декември 1871 до ноември 1872 година е посланик в Техеран, Персия.
От октомври 1874 до май 1876 година е валия в Шкодра. През юни 1876 година наследява Мехмед Рефет паша Байтар като валия на Солунския вилает и остава на поста до април 1877 година.
Умира в 1894 година в Истанбул.